# 1242
Évszázadok: 12. század – 13. század – 14. század
Évtizedek: 1190-es évek – 1200-as évek – 1210-es évek – 1220-as évek – 1230-as évek – 1240-es évek – 1250-es évek – 1260-as évek – 1270-es évek – 1280-as évek – 1290-es évek
Évek: 1237 – 1238 – 1239 – 1240 –  1241 – 1242 – 1243 – 1244 – 1245 – 1246 – 1247

## Események

### Határozott dátumú események
- február 1. – A tatár sereg a befagyott Duna jegén átkel a Dunántúlra, beveszi Óbuda és Esztergom városát, de a vár, valamint Székesfehérvár és a pannonhalmi apátság (ma Pannonhalmi Bencés Főapátság) sikeresen áll ellen az ostromnak.[1]
- április 5. – A Csúd-tó jegén az orosz sereg megállítja a Német Lovagrend támadását.

### Határozatlan dátumú események
- az év folyamán –
  - IV. Béla király a tatár átkelés hírére Spalatóba, majd Trauba menekül. A tatárok megostromolják Klisszát és Trau várát, de hajó hiányában visszavonulnak.[1]
  - Kiel városi rangot kap.
  - Wiesbaden érseke elszakítja a várost a Nassaui Grófságtól.
  - A Magyarországról kivonuló tatár sereg elpusztítja Albániát, Szerbiát és Bulgáriát, a megmaradt népességet pedig adófizetésre kötelezi. (Nemsokára a tatárok Ázsiába távoznak.)[1]
  - A tatárok megtámadják a Rúmi Szeldzsuk Szultanátust Kis-Ázsiában.
  - Német telepesek érkeznek Pozsonyba és más magyar városokba a tatárok által elpusztított magyar lakosság pótlására.
  - Batu kán megalapítja az Arany Hordát.
  - Ibn Nafis arab orvos először különíti el a jobb és a bal szívkamrát és írja le a két vérkör működését.
  - Zára Velencétől Magyarországhoz pártol.[1]

## Születések
- január 27. – Árpád-házi Szent Margit hercegnő, IV. Béla király leánya († 1270)
- november 6. – Kölni Boldog Krisztina  német misztikus